# Yayah Kallon
Yayah Kallon (Kono, 30 giugno 2001) è un calciatore sierraleonese, attaccante della Casertana.

## Biografia
Originario della Sierra Leone, è fuggito dal paese natale a 14 anni per evitare di doversi arruolare come bambino soldato; dopo aver impiegato otto mesi per attraversare l'Africa, è riuscito a imbarcarsi su un barcone dalla Libia, giungendo inizialmente a Lampedusa e trasferendosi in seguito a Cassine, in provincia di Alessandria.

## Carriera

### Club

#### Gli inizi, Savona e Genoa
Nel 2018, dopo aver svolto un provino con la Virtus Entella, viene notato dai dirigenti del Genoa, che non può tuttavia tesserarlo per motivi burocratici; è dunque ingaggiato dal Savona, con cui viene anche convocato per il torneo di Viareggio con la Rappresentativa di Serie D.
Nel 2019 passa quindi al Genoa, che lo inserisce nella formazione Primavera. Fermato da un infortunio al perone della gamba destra nella prima stagione con i rossoblù, nella seconda si mette in mostra come uno dei migliori giocatori della squadra genoana; il 22 maggio 2021, in occasione dell'ultima giornata di Serie A esordisce con la prima squadra, nella partita vinta per 0-1 contro il Cagliari. Il 13 agosto seguente segna la prima rete tra i professionisti, nella partita di Coppa Italia vinta per 3-2 contro il Perugia, dedicando la marcatura a Gino Strada, scomparso qualche giorno prima.

#### Verona e vari prestiti
Il 26 agosto 2022 viene acquistato dal Verona in prestito con obbligo di riscatto condizionato. Al suo esordio, contro l'Empoli cinque giorni dopo, segna il suo primo gol in Serie A, firmando il gol del definitivo pari (1-1). Il 15 giugno dell'anno successivo viene riscattato, diventando gialloblu a tutti gli effetti. All'inizio della stagione 2023-2024 non rientra nei piani tecnici del club scaligero e viene di conseguenza messo fuori rosa.
Il 10 gennaio 2024 passa in prestito secco al Bari, in Serie B, fino al termine della stagione. Debutta in maglia biancorossa tre giorni dopo, nel match vinto per 3-1 contro la Ternana giocando titolare. Chiude la stagione con 14 presenze, prima di ritornare ai gialloblù.
Il 30 luglio 2024 passa alla Salernitana in prestito fino al termine della stagione. Il 12 agosto esordisce con i campani trovando il gol nella partita di Coppa Italia contro lo Spezia, vinta ai calci di rigore. Cinque giorni dopo sigla il proprio debutto in campionato, nel successo casalingo contro il Cittadella. Il successivo 27 agosto, verso i minuti finali della gara casalinga contro la Sampdoria, il giocatore viene ammonito per simulazione in area di rigore, salvo poi venire espulso pochi secondi dopo per aver protestato in maniera aggressiva verso il direttore di gara. Due giorni dopo viene comunicato che il giocatore avrebbe dovuto saltare le successive 4 gare, dovendo inoltre pagare una multa di 1500 euro. Tuttavia, con i granata trova poco spazio, e con l'approdo di Roberto Breda sulla panchina del club, viene relegato ai margini del progetto.
Il 3 febbraio 2025 il prestito viene interrotto e contestualmente viene ceduto, sempre a titolo temporaneo, alla Casertana, in Serie C. Esordisce con i rossoblù la settimana seguente, nella gara casalinga persa contro l'Audace Cerignola. Il 16 marzo trova la sua prima rete, contribuendo al successo per 4-0 contro il Sorrento.
Rientrato al Verona, il 14 agosto 2025 ritorna alla Casertana a titolo definitivo.

## Statistiche

### Presenze e reti nei club
Statistiche aggiornate al 28 aprile 2025.
| Stagione         | Squadra          | Campionato       | Campionato | Campionato | Coppe nazionali | Coppe nazionali | Coppe nazionali | Coppe continentali | Coppe continentali | Coppe continentali | Altre coppe | Altre coppe | Altre coppe | Totale | Totale |
| Stagione         | Squadra          | Comp             | Pres       | Reti       | Comp            | Pres            | Reti            | Comp               | Pres               | Reti               | Comp        | Pres        | Reti        | Pres   | Reti   |
| ---------------- | ---------------- | ---------------- | ---------- | ---------- | --------------- | --------------- | --------------- | ------------------ | ------------------ | ------------------ | ----------- | ----------- | ----------- | ------ | ------ |
| 2018-2019        | Savona           | D                | 17+1       | 0          | CI-D            | 0               | 0               | -                  | -                  | -                  | -           | -           | -           | 18     | 0      |
| 2020-2021        | Genoa            | A                | 1          | 0          | CI              | -               | -               | -                  | -                  | -                  | -           | -           | -           | 1      | 0      |
| 2021-2022        | Genoa            | A                | 15         | 0          | CI              | 2               | 1               | -                  | -                  | -                  | -           | -           | -           | 17     | 1      |
| Totale Genoa     | Totale Genoa     | Totale Genoa     | 16         | 0          |                 | 2               | 1               |                    | -                  | -                  |             | -           | -           | 18     | 1      |
| 2022-2023        | Verona           | A                | 22         | 1          | CI              | 0               | 0               | -                  | -                  | -                  | -           | -           | -           | 22     | 1      |
| 2023-gen. 2024   | Verona           | A                | 1          | 0          | CI              | 0               | 0               | -                  | -                  | -                  | -           | -           | -           | 1      | 0      |
| Totale Verona    | Totale Verona    | Totale Verona    | 23         | 1          |                 | 0               | 0               |                    | -                  | -                  |             | -           | -           | 23     | 1      |
| gen.-giu. 2024   | Bari             | B                | 13+1       | 0          | CI              | -               | -               | -                  | -                  | -                  | -           | -           | -           | 14     | 0      |
| 2024-feb. 2025   | Salernitana      | B                | 11         | 0          | CI              | 2               | 1               | -                  | -                  | -                  | -           | -           | -           | 13     | 1      |
| feb.-giu. 2025   | Casertana        | C                | 12         | 1          | CI-C            | -               | -               | -                  | -                  | -                  | -           | -           | -           | 12     | 1      |
| 2025-2026        | Casertana        | C                | 0          | 0          | CI-C            | 0               | 0               | -                  | -                  | -                  | -           | -           | -           | 0      | 0      |
| Totale Casertana | Totale Casertana | Totale Casertana | 12         | 1          |                 | 0               | 0               |                    | -                  | -                  |             | -           | -           | 12     | 1      |
| Totale carriera  | Totale carriera  | Totale carriera  | 89         | 1          |                 | 4               | 2               |                    | -                  | -                  |             | -           | -           | 93     | 3      |